# 葛维汉
葛维汉 (英語：David Crockett Graham，1884年3月21日—1961年9月15日)，美国著名浸禮會传教士、考古学家和人类学家。

## 生平
葛维汉出生在美国阿肯色州的小镇，先后在芝加哥大学和哈佛大学学习。1911年作为优秀传教士、考古学家和人类学家前往中国。1932年到1948年，他被任命为成都华西协合大学教授，负责文化人类学和考古学的课程。除此之外还担任华西协合大学博物馆馆长以及菲律賓美生總會川廬（；後歸屬中國美生總會）的臨時司書（acting secretary）。葛维汉长期在中国西南地区从事人类学、民族学、考古学和博物馆工作，帮助很多的当地社区和边疆地区保护并记录了他们的宗教、庙宇和风俗习惯。对中国西部土著民研究作为卓越的贡献。
1962年9月15日葛维汉在美国科罗拉多州逝世，享年77岁。

## 發現三星堆
葛維漢是最早發現三星堆遺址的關鍵人物之一。1927年，四川漢州（今廣漢市）月亮灣村民燕道誠一家在家門口清理水溝時發現一堆滿玉器的坑道。1931年，漢州發現玉器的事引起駐當地福音堂的英國聖公會傳教士董宜篤的關注。他認識到這些玉器的重要性，便立即聯繫漢州駐軍旅長陶宗伯和在華西協合大學教授地質學的美北浸禮會差會傳教士戴謙和（Daniel Sheets Dye）。他們三人隨後去發現玉器的地點考察並拍攝照片。這些資料及部份玉器實物被送到華西協合大學藝術、考古及民族學博物館保存。1934年，時任協合大學博物館策展人的葛維漢組織了第一次挖掘工作，之後寫成〈漢州發掘簡報〉（"A Preliminary Report of the Hanchow Excavation"）發表於《華西邊疆研究學會雜誌》。

## 葛维汉研究
2010年5月10日，四川大学博物馆馆长霍巍教授以及考古系主任李永宪教授，应邀赴葛维汉博士母校华盛顿州惠特曼学院及西北档案资料馆考察并查阅了其相关旧藏资料。

## 著作
- The Ancient Caves of Szechwan Province, China，Kessinger Publishing，2013年，ISBN 9781258982096
- More Songs and Stories of the Ch'uan Miao，Harrassowitz Verlag，2018年，ISBN 9783447110013
- Diary, January 27, 1924 to September 21, 1924，Creative Media Partners，2021年，ISBN 9781013677328

## 延伸阅读
- . New York: American Baptist Foreign Mission Society. 1920 （英语）.
- Wu, Xiaoxin (编). . Armonk, NY: M.E. Sharpe, Inc. 2009  [11 June 2012]. ISBN 978-1-56324-337-0 （英语）.